# Bruchus libanensis
Bruchus libanensis là một loài bọ cánh cứng trong họ Bruchidae. Loài này được Zampetti miêu tả khoa học năm 1993.